# 太平寺 (沈阳)
太平寺，又称锡伯家庙，是中国辽宁省沈阳市的一座藏传佛教格鲁派寺院，原位于外攘关门外，现位于沈阳市和平区皇寺路一段太平里21号。该寺是清朝盛京（今沈阳）的锡伯人的家庙。

## 历史
锡伯族人早期大多居住在海拉尔（今黑龙江省海拉尔东南）的扎兰陀罗河流域的呼伦贝尔大草原上，以放牧、打猎、捕鱼为生。清朝初年，皇太极为防锡伯族人造反，乃分而治之，将聚居的锡伯族人逐渐派往各地驻防。康熙年间，为加强防务，清廷又将锡伯兵丁及家属分三批迁入盛京（今沈阳）。此后，盛京的锡伯族人逐步增多。
锡伯人多信仰藏传佛教，但盛京没有专供锡伯人做佛事的固定场所。康熙四十六年（1707年），住在盛京的锡伯人筹集60两银子，在实胜寺（俗称“皇寺”）附近购买了五间民房，创立了锡伯家庙，即今太平寺。自此，逢年过节，锡伯人便到该庙礼佛，祭祀祖先。后来，又有多人出资修建该寺。乾隆十七年（1752年）以后，该庙逐步扩建为具备正门、前殿、中殿、大殿、配殿等建筑的家庙。
乾隆二十九年（1764年），清廷为免新疆边患，决定自驻防盛京的锡伯官兵中，抽调官兵西迁伊犁戍边屯垦。乾隆二十九年四月十八日，准备西迁新疆的锡伯人和留居满洲的锡伯人，聚集在盛京的太平寺，祭祖、聚餐、话别。此后，锡伯人将每年农历四月十八日定为“西迁节”。留在满洲各地的锡伯人，在“西迁节”怀念西迁的亲属；西迁新疆的锡伯人，则在“西迁节”怀念满洲故土。
清朝嘉庆八年七月十六日，华沙布在大殿前的东、西两侧，刻立了两通石碑。西侧石碑刻满文，东侧石碑刻汉文。碑文记述了锡伯家庙的创建、扩建、修缮经过，并记述了锡伯族迁居盛京的经过，以及1764年西迁新疆伊犁的经过。这两座石碑如今尚存一座，收藏在沈阳故宫博物馆中。
咸丰年间驻守盛京的锡伯族协领色普铿额，向该寺敬献了一块“锡伯家庙”烫金大字匾额，悬挂在正殿的正中。
后来，大部分锡伯人迁走，今辽宁省内的锡伯人人数骤减，而且锡伯人不断汉化，太平寺香火日衰。
中华人民共和国成立前夕，太平寺因遭破坏严重而停止了宗教活动。1951年，太平寺被占用，成为太平寺小学的校址。1953年，全国政协常委萨空了到沈阳视察时，对此提出意见，太平寺小学随即迁出。1955年，太平寺的东、西配殿及僧房被擅自租用，兴建了摩托车修配厂（后更名为沈阳市包装机械厂）。文化大革命期间，太平寺大部分被毁，仅剩中殿，被该厂改为汽车库。太平寺内的许多文物也被破坏或盗走。
文化大革命后，当地政府对太平寺多次修复。2001年末，沈阳市和平区人民政府开始整体修复太平寺，修建了皇寺文化广场和皇寺东路。2003年8月，结合北市地区的整体开发改造，和平区正式启动了太平寺修复扩建工程，先后从太平寺原址迁出了6家企业、163户居民。整个工程历时4个月，总投资6000多万元人民币。2004年农历四月十八日，正值锡伯族“西迁”240周年纪念日，太平寺修复竣工。

## 建筑
太平寺平面呈类似长方形，占地面积12406平方米。坐北朝南，共有两进院落。
2004年复建完工后的太平寺，由前殿、中殿、大殿（大雄宝殿）、禅堂、僧房等建筑组成。